# ディアナとニンフたちの水浴を眺めるアクタイオン
『ディアナとニンフたちの水浴を眺めるアクタイオン』（ディアナとニンフたちのすいよくをながめるアクタイオン、伊: Actaeon Guardando Diana e le sue Ninfe che fanno il bagno, 英: Actaeon Watching Diana and Her Nymphs Bathing）あるいは『ディアナとアクタイオン』（伊: Diana e Atteone, 英: Diana and Actaeon）は、ルネサンス期のヴェネツィア派の画家パオロ・ヴェロネーゼが1560年代に制作した神話画である。油彩。主題はオウィディウスの『変身物語』第3巻で言及されているギリシア神話の女神アルテミス（ローマ神話のディアナ）とテーバイ王子アクタイオンのエピソードから採られている。5点の神話画連作の1つで、現在はそのうちの本作品を含む4点がマサチューセッツ州ボストンにあるボストン美術館に所蔵されている。また本作品とは異なるバージョンがペンシルベニア州フィラデルフィアにあるフィラデルフィア美術館に所蔵されている。

## 主題
あるときアクタイオンはキタイロン山のガルガピアの谷間で仲間とともに猟犬を率いて狩りに興じた。アクタイオンは狩りの成果が良かったので狩りを休止した。ところがガルガピアの谷間はアルテミスに捧げられた聖域であり、ちょうど谷の最も奥まった場所にある洞窟に湧き出している泉で狩りに疲れたアルテミスが従者のニンフたちとともに水浴びをしていた。そうとも知らずにアクタイオンは洞窟に入っていき、アルテミスの入浴中の裸体を目撃してしまった。ニンフたちは悲鳴を上げ、アルテミスを囲んでアクタイオンの視界から隠した。激怒したアルテミスは手元に武器がなかったため、近くの水をすくってアクタイオンに浴びせかけ、女神の裸を見たと言いふらすことが出来ないように鹿の姿に変えた。アクタイオンは水面に映った自身の姿に驚いたが、口から出てくるのはうめき声であった。アクタイオンはテーバイの王宮に帰るべきか、森の中に隠れているべきか迷ったあげく、猟犬たちに見つかり食い殺された。

## 制作背景
本作品は5点の神話画連作の1つで、他の4作品はそれぞれ『メレアグロスから猪の首を受け取るアタランテ』（Atalanta riceve la testa di cinghiale da Meleagro）、『オリンポス山の神々と女神のいるユピテル』（Giove con dèi e dee su Olimpo）、『ユピテルと裸婦』（Giove e un nudo）、『エウロペの略奪』（Ratto di Europa）であり、このうち本作品を含む4作品がボストン美術館に所蔵され、『エウロペの略奪』のみミラノの個人コレクションに所蔵されている。美術史家フィリッポ・ペドロッコ（Filippo Pedrocco）はカッソーネ、テリージョ・ピニャッティやポール・ファラ（Paul Falla）はスパッリエーラとして制作されたとした。

## 作品

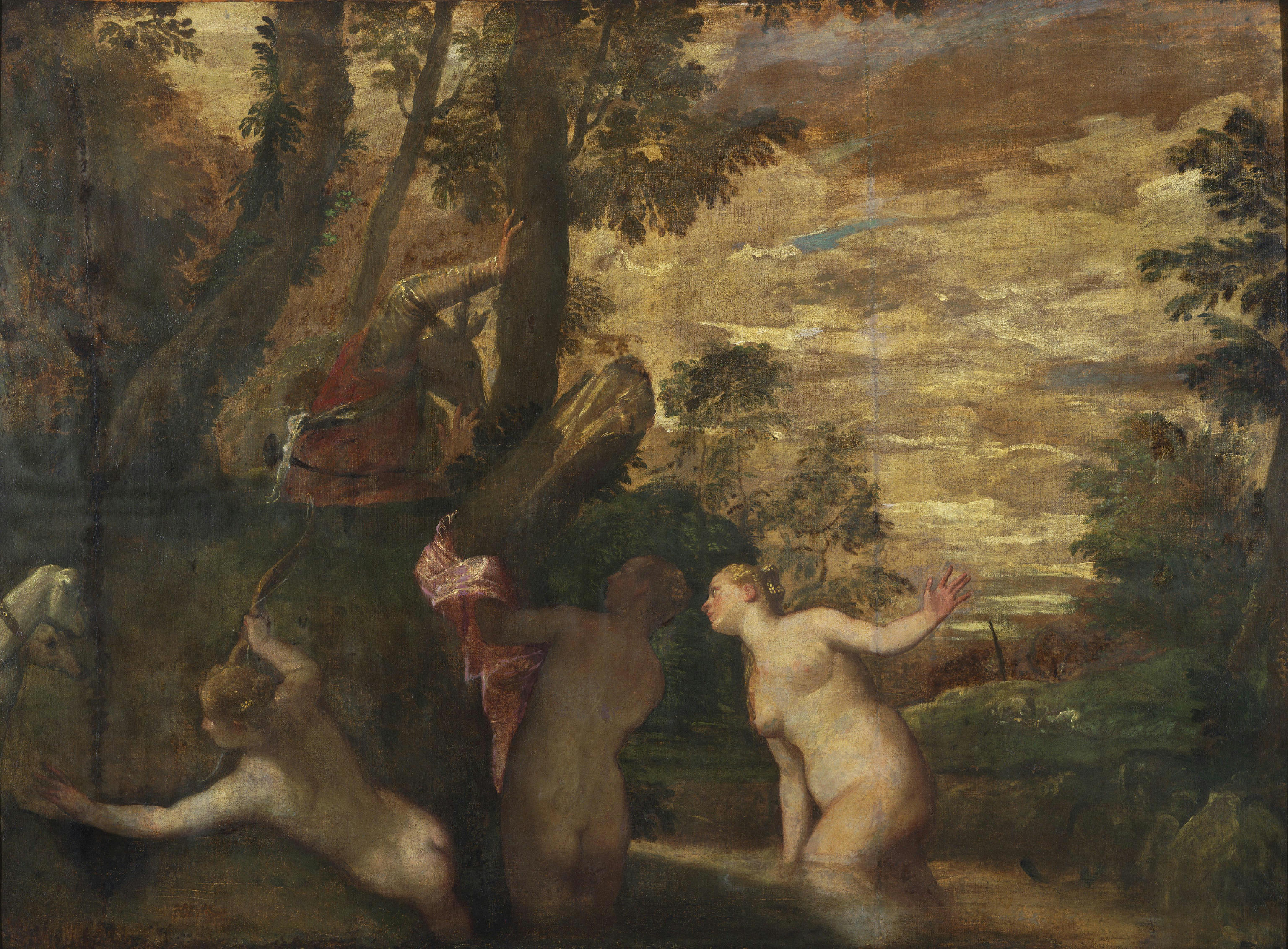
同じくヴェロネーゼの『ディアナとアクタイオン』。1560年から1565年頃。フィラデルフィア美術館所蔵。

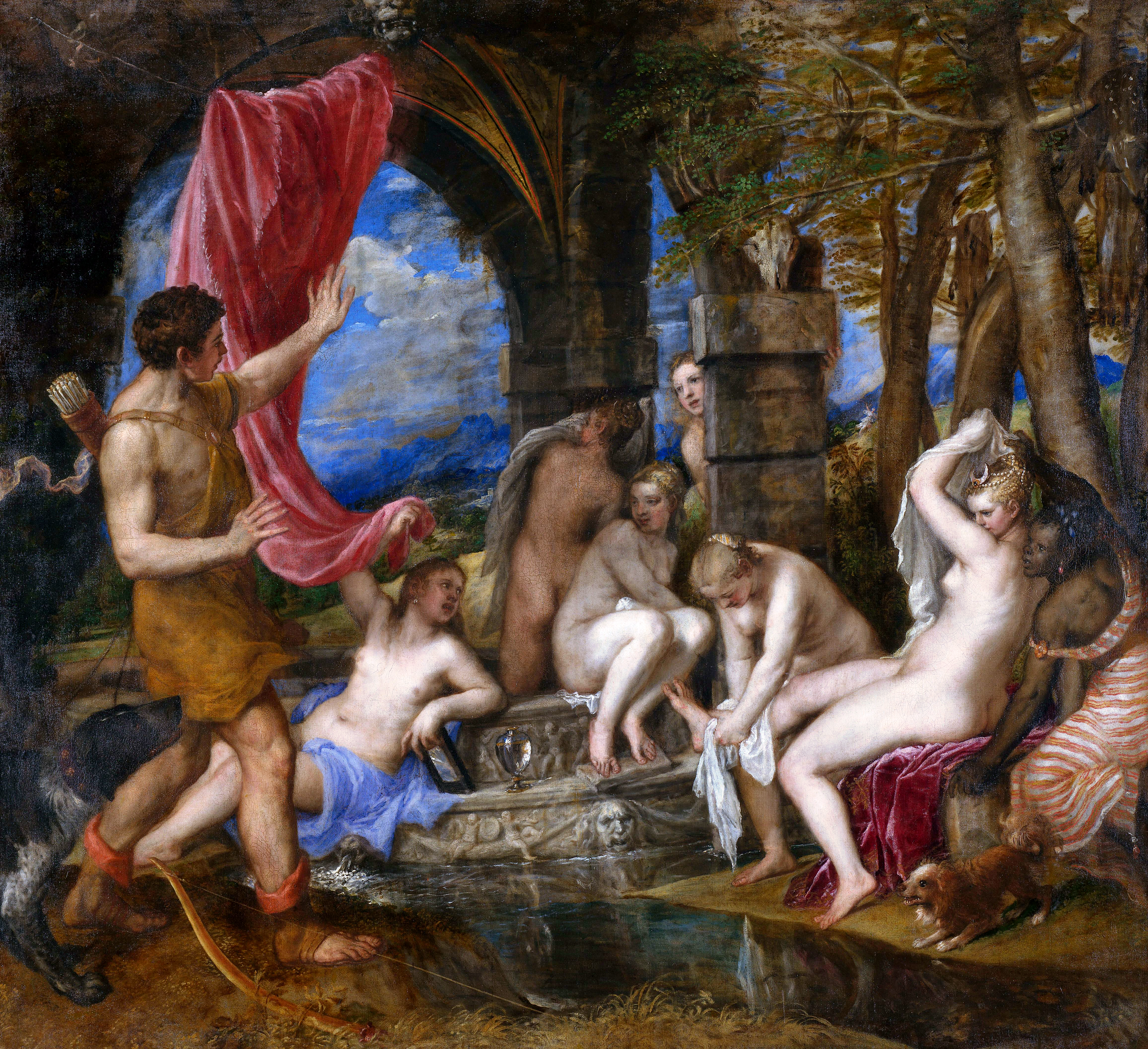
ティツィアーノの『ディアナとアクタイオン』。1556年から1559年。ナショナル・ギャラリー所蔵。

ヴェロネーゼはディアナとニンフたちの水浴を見つめるアクタイオンを描いている。画面左に配置されたアクタイオンは岩の上にマントと狩猟杖を置き、右手で頭を支えて寝そべりながら泉の中の女神やニンフたちに視線を向けている。ニンフたちは恥じらいから自身の身体を覆いつつ泉の中に立ち尽くし、別のニンフは岸に上がって衣類に手を伸ばし、別のニンフは2本の樹木に結びつけられたドレープの下でしゃがみ込んでいる。ディアナはアクタイオンに水をかける身振りをしているが、対するアクタイオンの身体にはいまだ異変は起きていない。両者の間の岸辺には2頭の白い猟犬がいるものの、アクタイオンの飼犬なのか女神やニンフたちの飼犬であるのか不明瞭である。岸には女性たちの脱いだ白やピンクや赤の衣服が置かれ、おそらく女神のものと思われる弓と矢筒が置かれている。
本作品に描かれた神話の情景は同主題の一般的な作例とは異なるものになっている。アクタイオンが寝そべって女神たちの水浴を眺める様子に悲劇性はなく、むしろこの光景を楽しんでいるように見える。アクタイオンが女神たちの水浴の現場を偶然発見するという文脈は失われ、それどころかアクタイオンの態度は横柄であり、女性たちは弱い立場に置かれている。この点においてボストン美術館のバージョンはフィラデルフィア美術館のバージョンとは対照的である。この描写はおそらくオウィディウスではなく、ノンノスの『ディオニュソス譚』に基づくことが指摘されている。ノンノスの『ディオニュソス譚』は1427年にコンスタンティノープルの人文主義者フランチェスコ・フィレルフォによってヴェネツィアにもたらされたことが知られている。
とはいえ、いくつかの描写はアクタイオンの死を暗示させる。たとえば白い猟犬はささやかではあるがアクタイオンが猟犬に食い殺される未来を暗示している。同様にディアナから遠く離れた場所に置かれた弓矢は女神たちの狩猟活動を強するとともに、手元にない武器の代わりにディアナがアクタイオンを鹿に変えた方法を思い出させる。美術史家マリア・ローは、岸辺に置かれた白、ピンク、赤の衣服が、猟犬に襲われ、全身に裂傷を負い、血まみれになって殺されるアクタイオンの末路を暗示させると指摘している。
制作年代については、ペドロッコによってバルバロ邸に見られる古典的イメージを反映しているため1560年代初頭と指摘されている。

## 来歴
連作は17世紀にジェノヴァの名門商人であり銀行家の一族であったラッジ家出身のジョヴァンニ・バッタ・ラッジが所有していた。所有者が1657年に死去すると連作は弟の枢機卿ロレンツォ・ラッジに相続され、それに伴いジェノヴァからローマに移された。もっとも、少なくとも1780年までには再びジェノヴァに移され、1818年の時点でもおそらくまだジェノヴァのラッジ宮殿に所蔵されていた。その後、絵画を所有したのはイギリスの軍人ジョージ・リンゼイ・ホルフォード卿であった。おそらく熱心な美術収集家であった父ロバート・ホルフォードから相続したものと思われる。彼は1902年にはロンドンのバーリントン・ハウスで開催されたロイヤル・アカデミー冬季展覧会に貸し出した。1926年にホルフォードが死去すると、そのコレクションは翌年の1927年7月15日にロンドンのクリスティーズで競売にかけられ、美術商のアグニューに1,400ギニーで売却された。さらに1928年10月26日、アグニューからフィレンツェの政治家・美術収集家アレッサンドロ・コンティーニ＝ボナコッシ伯爵に売却された。1930年5月26日、伯爵はボストンのエドワード・ジャクソン・ホームズ（Edward Jackson Holmes）の夫人メアリー・ステイシー・ビーマン（Mary Stacy Beaman）に売却、1959年に夫人によってボストン美術館に寄贈された。

## ギャラリー
ボストン美術館所蔵の他の連作

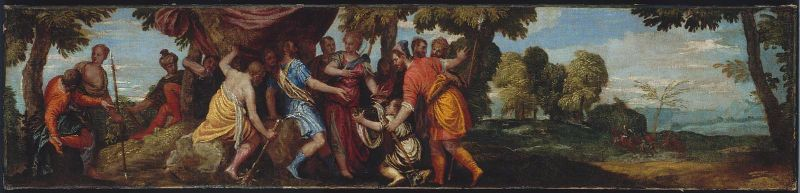
『メレアグロスから猪の首を受け取るアタランテ』1560年代
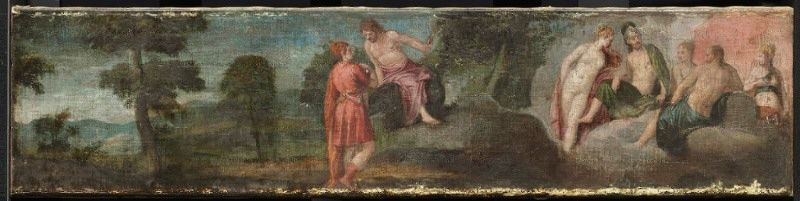
『オリンポス山の神々と女神のいるユピテル』1560年代
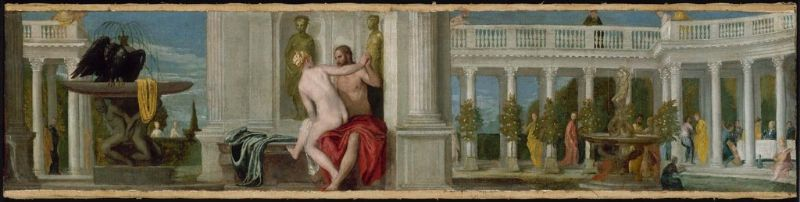
『ユピテルと裸婦』1560年代